# Veniliornis affinis
El carpintero teñido (Veniliornis affinis), también denominado carpintero rojoteñido (Ecuador), carpintero embridado (Colombia) o carpintero barreteado (Venezuela), es una especie de ave piciforme perteneciente al género Veniliornis que integra la familia Picidae. Es  nativo de Sudamérica.

## Descripción
Mide 19 cm. Frente y corona negras con suave estriado rojo; nuca y parte posterior del cuello, rojos; cara amarillo sucio con leve estriado oscuro en las mejillas; laterales del cuello amarillo-dorados; partes inferiores barradas de negro-pardusco y blancuzco; moteado claro sobre cobertoras alares. La hembra tiene la parte posterior de la corona, nuca y parte posterior del cuello amarillos (sin rojo). Existe una forma con frente y corona rojas, cara anteado sucio, amarillenta en la parte posterior, y cobertoras con tinte rojizo.

## Distribución y hábitat
Su hábitat natural son las selvas tropicales de Bolivia, Brasil, Colombia, Ecuador, Perú y Venezuela. En selvas lluviosas de tierra firme y  de várzea, crecimientos secundarios, sus bordes, matorrales.

## Comportamiento
Vive solitario o en pareja. Sigue bandadas mixtas y columnas de hormigas guerreras.

### Alimentación
Se alimenta de insectos que busca perfurando la madera en los estratos medio y alto del bosque; también adora frutas. Sigue columnas de hormigas guerreras con la intención de capturar artrópodos espantados por las hormigas.

### Reproducción
Como otros de su género, nidifica en huecos de troncos y ramas secas.

### Vocalización
El llamado es una serie rápida con 12 a 14 notas “ki” anasaladas y agudas que recuerdan al halcón murcielaguero (Falco rufigularis).

## Sistemática

### Descripción original
La especie V. affinis fue descrita por primera vez por el ornitólogo británico William Swainson en 1821 bajo el nombre científico Picus affinis; localidad tipo «Bahía, Brasil».

### Taxonomía
Forma una superespecie con Veniliornis kirkii, Veniliornis chocoensis, Veniliornis cassini y Veniliornis maculifrons. A menudo ha sido tratado como conespecífico con chocoensis, pero existen diferencias de plumaje, preferencia de hábitat y, reputadamente, vocalizaciones. Algunas veces se cree ser conespecífico  con cassini, son necesarios estudios en circunstancias en que hay una pequeña sobreposición en sus distribuciones. Las subespecies intergradan en gran medida; un espécimen del este de Colombia fue descrito como subespecie separada “caquetanus”, pero se considera ser un subadulto de orenocensis.

### Subespecies
Según la clasificación del Congreso Ornitológico Internacional (IOC) (Versión 4.4, 2014) y Clements Checklist 6.9, se reconocen 4 subespecies, con su correspondiente distribución geográfica:
- Veniliornis affinis affinis (Swainson), 1821 - este de Brasil (Alagoas y este de Bahía).
- Veniliornis affinis hilaris  (Cabanis & Heine), 1863 - este de Ecuador, este del Perú y oeste de Brasil al sur hasta el norte de Bolivia y oeste de Mato Grosso.
- Veniliornis affinis orenocensis Berlepsch & Hartert, 1902 -  Sureste de Colombia, sur de Venezuela y norte de Brasil.
- Veniliornis affinis ruficeps (Spix), 1824 -  centro y noreste de Brasil al sur hasta Mato Grosso.